# 2K Sports
2K Sports es una filial de Take-Two Interactive Software, Inc., compañía de publicación que abarca de dos estudios del desarrollo, Visual Concepts y Kush Games. Los juegos desarrollados y distribuidos bajo el sello 2K Sports se concentran en el deporte, de licencias de perfil alto, y productos especiales. Entre ellas se encuentran  WWE 2K, All-Pro Football 2K, NBA 2K, Major League Baseball 2K, NHL 2K, y la serie Top Spin.

## Juegos
- All-Pro Football 2K8 (2007)
- Amped 3 (2005)
- The BIGS (2007)
- College Hoops 2K6 (2005)
- College Hoops 2K7 (2006)
- College Hoops 2K8 (2007)
- ESPN NFL 2K5 (2004)
- Major League Baseball 2K6 (2006)
- Major League Baseball 2K7 (2007)
- Major League Baseball 2K8 (2008)
- Major League Baseball 2K8 Fantasy All-Stars (2008)
- Major League Baseball 2K9 (2009)
- Major League Baseball 2K9 Fantasy All-Stars (2009)
- Major League Baseball 2K10 (2010)
- MLB Power Pros (2007)
- MLB Power Pros 2008 (2008)
- Don King Presents: Prizefighter (2008)
- NBA 2K6 (2005)
- NBA 2K7 (2006)
- NBA 2K8 (2007)
- NBA 2K9 (2008)
- NBA 2K10 (2009)
- NBA 2K11 (2010)
- NBA 2K12 (2011)
- NBA 2K13 (2012)
- NBA 2K14 (2013)
- NBA 2K15
- NBA 2K16
- NBA 2K17[1]
- NBA 2K18
- NBA 2K19
- NBA 2K Playgrounds 2 (2018)
- NBA 2K20

- NBA 2K21
- NBA 2K22
- NBA 2K23
- NBA 2K24 (8 de septiembre de 2023)

```
EyePet® Sports
 (2011) (versión de Xbox 360 Kinect)
[
2
]
```

- NHL 2K6 (2005)
- NHL 2K7 (2006)
- NHL 2K8 (2007)
- NHL 2K9 (2008)
- NHL 2K10 (2009)
- NHL 2K11 (2010)
- Top Spin (versión de PlayStation 2)
- Top Spin 2 (2006)
- Top Spin 3 (2008)
- Top Spin 2K25 (2024)
- Torino 2006
- World Poker Tour
- WWE 2K14
- WWE 2K15
- WWE 2K16
- WWE 2K17
- WWE 2K18
- WWE 2K19
- WWE 2K20
- WWE 2K22
- WWE 2K23
- WWE 2K24

## Desarrolladores internos
- Kush Games (desaparecido en 2008)
- Visual Concepts